# Bengalen

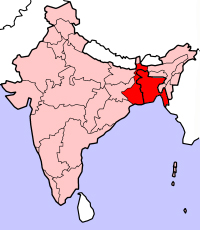
Bengalen

Bengalen var den största och folkrikaste provinsen i Brittiska Indien. Vid självständigheten 1947 tillföll:
1. Västbengalen den nya republiken Indiska Unionen, medan
2. Östbengalen tillföll Pakistan. Sedan det pakistanska inbördeskriget i början av 1970-talet är Östpakistan självständigt under namnet Bangladesh.